# Markus Kankaanperä
Markus Kankaanperä, född 1980, är en finsk ishockeyspelare som spelar i Tappara i FM-ligan. Han blev draftad 1999 av Vancouver Canucks. Kankaanperä spelar back och har vänster klubbfattning. Han är 187 centimeter lång och väger 99 kilo. Moderklubben är finländska JYP.

## Klubbar
- JYP 1998–2001
- HPK 2001–2002
- Jokerit 2002–2007
- Brynäs IF 2007–2008
- HIFK 2008–2012
- Tappara 2012–

Spelarprofil
Player profile in English